# 深空探测实验室
深空探测实验室（英語：Deep Space Exploration Lab，简称DSEL），又名天都实验室，是一个由国家航天局与安徽省人民政府和中国科大于2022年共同建立的、面向中国航天深空探测领域需求的科技研发机构。深空探测实验室总部位于安徽省合肥市，分部位于北京市。现任主任是吳偉仁。

## 历史
2021年12月15日，国家航天局与安徽省人民政府和中国科大三方共建协议签署；12月31日，完成法人登记注册；2022年2月24日，获批国家航天局深空探测创新中心；2月25日，深空探测实验室（天都实验室）正式揭牌；6月8日，召开理事会第一次全体会议，成立4个业务单元，与，实验室进入实质化运行阶段。

## 组织架构
深空探测实验室由国家航天局与安徽省人民政府和中国科大所组成的理事会领导，由实验室主任负责，下设职能部门、业务单元、拓展部门三类子机构。

### 历任实验室主任
- 第一任：吳偉仁（2022年6月-）

### 业务单元
- 系统研究院
- 总体技术研究院
- 未来技术研究院
- 深空科学研究院

## 项目

### 承担研制建设的项目
- 探月工程四期
  - 嫦娥七号
  - 嫦娥八号
  - 鹊桥通导遥星座
    - 通导技术试验卫星：天都卫星
- 中国行星探测工程
  - 天问二号
  - 天问三号
  - 天问四号

### 牵头论证和实施的项目
- 国际月球科研站
- 中国近地小行星防御计划
  - 中国首次近地小行星防御任务